# Pygirhynchus bispinosus
Pygirhynchus bispinosus är en insektsart som beskrevs av Ludwig Redtenbacher 1906. Pygirhynchus bispinosus ingår i släktet Pygirhynchus och familjen Heteronemiidae. Inga underarter finns listade i Catalogue of Life.